# Лимонна акула атлантична
Лимонна акула атлантична (Negaprion brevirostris) — акула роду Лимонна акула родини сірі акули. Інші назви «звичайна лимонна акула» та «короткоморда гострозуба акула».

## Опис
Загальна довжина сягає 340 см завдовжки та 180 кг. Голова широка, масивна. Морда дещо коротка. Паща доволі велика. Очі дуже великі. Великі очі на широкому рилі не допомагають хижачці краще орієнтуватися — у цього виду поганий зір, проте електроімпульсні рецептори в носі не дадуть нічому живому непоміченим піти з місця полювання жовтих акул. У цієї акули є п'ять зябрових щілин з кожного боку і зазвичай немає бризкалець. За іншим є типовим видом свого роду.
Верхня частина лимонної акули жовтувато-коричневого (рідше темно-коричневого до темно-сіро-коричневого, а іноді і рожевого) кольору, живіт від світло-жовтого до білого.

## Спосіб життя
Воліє бухти дрібної та середньої глибини, рифи, водні шляхи та естуарії. Зустрічається на глибині до 90 м. Забарвлення допомагає їй маскуватися на піщаних мілинах. Активна вночі. Молоді акули утворюють невеликі зграї і живуть в мангрових болотах біля узбережжя для захисту від старших родичів та інших хижаків, щоб уникнути їх. Живиться переважно рибами. Дрібні особини — великими рибами. Чим більше стає акула, тим більшу здобич вона вибирає. Основну масу їжі складають костисті риби (близько 80 %) та молюски. Дорослі особини здатні нападати на невеликих акул і морських птахів.
Доросла жіноча особина досягає статевої зрілості приблизно на 12-15 році життя. Це живородна акула. Має жовтковий мішок. Виношування немовлят триває 1 рік. Самиця народжує лише в безпосередній близькості суші. Самиця народжує до 10 акуленят, може народжувати лише кожен другий рік через існуючу у них паузу розмноження. Акуленята ростуть дуже повільно. Збільшення довжини акуленят за перший рік життя складає всього лише 10-15 см.
Вони є небезпечною для людей. Вона включена в перелік акул, які нападають на людей. Ця акула є об'єктом комерційного вилову. З плавців акули готується юшка, високо цінується м'ясо та шкіра. До того ж атлантична лимонна акула чудово почуває себе у неволі, піддається тренуванню та має добру пам'ять.
Цікавий факт, цей вид акул може проявляти симпатію до драйвера, а якщо до нього/неї підпливе друга акула, то лимонна акула буде дико заздрити

## Розповсюдження
Мешкає у водах Мексиканської затоки і Карибського моря, а також на заході Атлантики від південної Бразилії до штату Нью-Джерсі (США). Найчастіше цих акул можна виявити в районі Карибського моря.